# Modugno
Modugno es una localidad italiana de la provincia de Bari. En la actualidad tiene 37.036 habitantes. Dedicada tradicionalmente a la explotación agrícola, a partir de los años sesenta conoció un rápido desarrollo económico y demográfico.

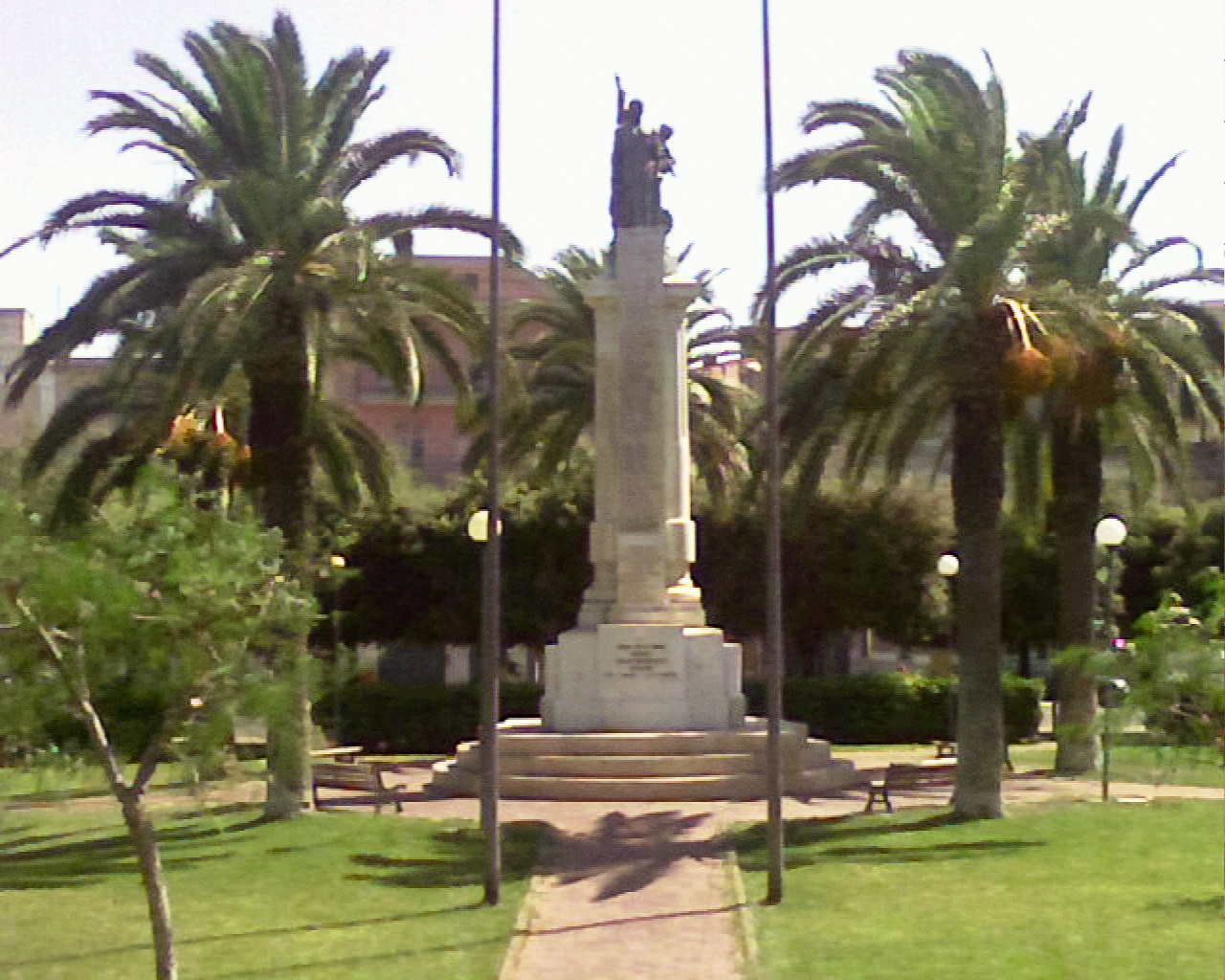
El monumento a los caídos en la Villa.

## Evolución demográfica
| Gráfica de evolución demográfica de Modugno entre 1861 y 2001 |
|                                                               |
| Fuente ISTAT - elaboración gráfica de Wikipedia               |